# Mosteiro de Santa Clara-a-Velha

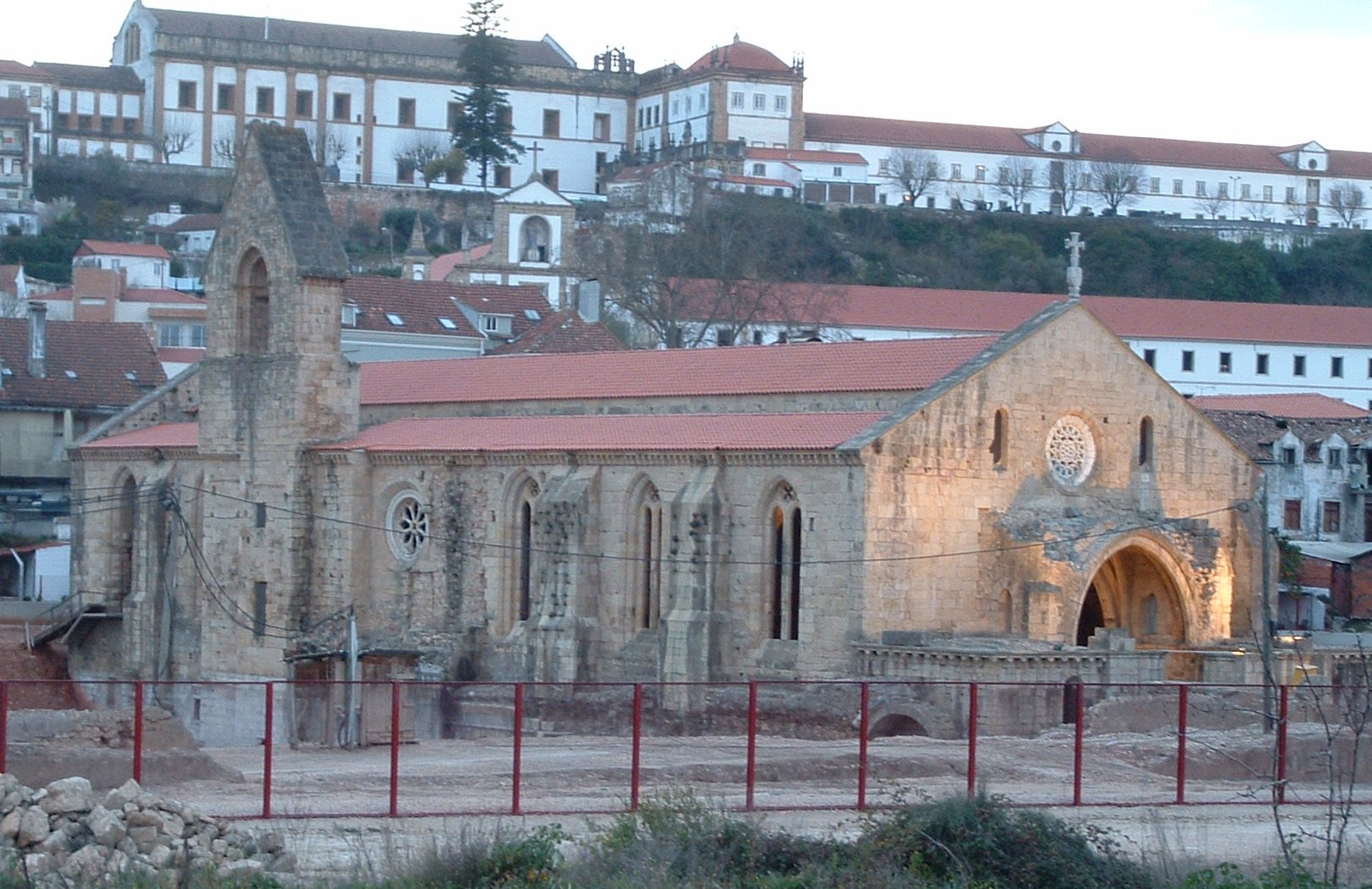

Mosteiro de Santa Clara-a-Velha är ett kloster som byggdes på 1300-talet i Coimbra. Det har med tiden sjunkit ned i den sanka marken bredvid floden Mondego